# Friedrich Prinzing
Friedrich Prinzing (* 3. April 1859 in Ulm; † 20. Januar 1938 ebenda) war ein deutscher Arzt und Medizinalstatistiker. Er gilt als Begründer der wissenschaftlichen medizinischen Statistik.

## Leben
Als Sohn eines Konditors wuchs Prinzing in Ulm auf, besuchte dort das Gymnasium und studierte von 1877 bis 1883 Medizin in Tübingen, München, Berlin und Wien. Seit 1877 war er Mitglied der Studentenverbindung Tübinger Königsgesellschaft Roigel. Im Jahr 1883 folgten die Approbation und Promotion. 1885 ließ er sich in seiner Heimatstadt Ulm als praktischer Arzt nieder, wo er auch bis zu seinem Lebensende blieb. 1888 erreichte er das württembergische Physikatsexamen. Von 1895 bis 1929 war er Bahnarzt, von 1900 bis 1930 Mitglied der württembergischen Ärztekammer, 1908 Sanitätsrat, von 1914 bis 1918 freiwillig Arzt im Militärdienst, von 1916 bis 1930 Vertreter des Oberamtsarztes, 1932 Mitglied der Kaiserlich Deutschen Akademie der Naturforscher (Leopoldina). Weiterhin war er Mitglied der Deutschen Statistischen Gesellschaft, der Gesellschaft für soziale Medizin, Hygiene und Medizinalstatistik und der Deutschen Gesellschaft für Rassenhygiene.

## Werke
Prinzing, der sich autodidaktisch in die Medizinalstatistik mittels sozialstatischer Methoden einarbeitete, veröffentlichte 1906 die erste moderne Gesamtübersicht zur medizinischen Statistik, das Handbuch der medizinischen Statistik. Von besonderem Interesse war für ihn bei seinen medizinal- bzw. gesundheitsstatistischen Arbeiten eine exakte zahlenmäßige Untersuchung der pathologischen Erscheinungen der modernen Gesellschaft. 1931 erschien eine zweite, völlig umgearbeitete Auflage dieses Buchs. Neben medizinstatistischen Fragen beschäftigte er sich auch mit bevölkerungsstatistischen und demografischen Fragen, speziell im Zusammenhang mit Themen der Mortalität wie der Säuglingssterblichkeit. Prinzing war Mitherausgeber des Deutschen Statistischen Zentralblatts.

## Schriften (Auswahl)
- Handbuch der medizinischen Statistik. G. Fischer, Jena 1906; 2., vollständig umgearbeitete Auflage, ebenda 1931.
- Die Methoden der medizinischen Statistik. In: Handbuch der biologischen Arbeitsmethoden. Berlin [u. a.]: Urban & Schwarzenberg, 1924
- Die zukünftigen Aufgaben der Gesundheitsstatistik. Karlsruhe: C. F. Müller Verlag, 1920
- Epidemics Resulting from Wars. Oxford: Clarendon Press; London [u. a.]: Milford, 1916 (Herausgeber zusammen mit Harald Westergaard)
- Handbuch der medizinischen Statistik. Jena: G. Fischer Verlag, 1906
- Die uneheliche Fruchtbarkeit in Deutschland. In: Zeitschrift für Sozialwissenschaft 5: 37-46, 1902
- Die Kindersterblichkeit in Stadt und Land. In: Jahrbücher für Nationalökonomie und Statistik 75: 593-645, 1900
- Die Entwicklung der Kindersterblichkeit in den europäischen Staaten. In: Jahrbücher für Nationalökonomie und Statistik 72: 577-635, 1899
- Trunksucht und Selbstmord und deren gegenseitige Beziehungen. Leipzig: Hinrichs, 1895
- Die Aufgaben der Ernährung des menschlichen Körpers in fieberhaften Zuständen. Preisgekrönte Arbeit, Inaugural-Dissertation, München: E. Mühlthaler, 1883